# Język huaulu
Język huaulu, także alakamat – język austronezyjski używany w prowincji Moluki w Indonezji. Według danych z 1987 r. posługuje się nim 300 osób.
Jego użytkownicy zamieszkują 10 wsi na wyspie Seram (rejon zatoki Saleman). Często jest uważany za dialekt języka manusela, niemniej Ethnologue wyróżnia go jako odrębny język. Społeczność Huaulu, uchodząca za jedną z grup Manusela, w szczególnym stopniu zachowała swoje wierzenia tradycyjne, a ich język bywa określany mianem „bahasa asli”.